# Cordobatinamu

Verbreitungsgebiet des Cordobatinamus

Der Cordobatinamu (Nothoprocta cinerascens), auch Cordobasteißhuhn, ist eine Vogelart aus der Familie der Steißhühner (Tinamidae).
Der Vogel kommt vom Süden Boliviens über den Südwesten Paraguays bis Argentinien vor.
Der Lebensraum umfasst trockene baumbestandene Savanne, Wüstengestrüpp, grasbewachsene Steppen, auch Überflutungsflächen bis etwa 2000 m Höhe, meist aber in niederen Lagen.

## Merkmale
Der Vogel ist 28–33 cm groß und wiegt im Mittel 479 (Männchen) bzw. 573 g (Weibchen). Der Schwanz ist sehr kurz, die Flügel gerundet, der Hals lang, der Kamm kurz und der Schnabel ist leicht abwärts gebogen. Die Kammfedern sind schwarz oder schwärzlich-braun. Die Oberseite ist grau bis blass oliv-braun, auffällig gemustert mit engen weißlichen Streifen und schwarzen Bändern. Am hinteren Nacken finden sich breite schwarze Streifen. Die Handschwingen sind grau-braun, außen gebändert mit gelblichem Weiß. Kopfseiten, Kehle und vorderer Nacken sind weiß mit kräftigen schwarzen Flecken oder Bändern, nach hinten zu zunehmend. Die Brust ist blass grau oder gräulich-braun mit weißen Flecken. Die Flanken sind weiß mit zarter brauner Bänderung, oft etwas gelbbraun überhaucht. Der Bauch ist weiß. Die Iris ist hellbraun, der Schnabel an der Oberseite schiefergrau, am Unterschnabel heller. Die Füße sind dunkel grau oder bräunlich. Jungvögel sind bräunlicher.
Der Vogel ähnelt dem Pisaccatinamu (N. ornata) und dem Andentinamu (N. Pentlandii), die aber in den Hochlagen der Anden vorkommen. Der Pisaccatinamu ist weniger grau, hat eine ungefleckte Brust und keinen grauen Kamm, der Andentinamu ist wesentlich kleiner, dunkler oben, an den Flanken weniger deutlich gebändert und hat gelbe Füße.

## Geografische Variation
Es werden folgende Unterarten anerkannt:
- N. c. cinerascens (Burmeister, 1860)[5], Nominatform – Südostbolivien bis Nordwestparaguay und Zentralargentinien
- N. c. parvimaculata Olrog, 1959[6], – trockener Nordwesten Argentiniens (Provinz La Rioja), kleiner, blasser und grauer mit kleineren Flecken auf dem Rücken

## Stimme
Der Ruf des Männchens wird als Folge klarer, weittragender Pfeiftöne beschrieben.

## Lebensweise
Die Nahrung besteht aus Knospen, Grashalmen, Früchten und Insekten, hauptsächlich Ameisen, Käfer und Zikaden, die auf dem Erdboden durch Herumlaufen aufgepickt werden, aber auch überkopf oder durch Hochspringen ergriffen werden. Die Art ist polygyn. Als Nest dient eine vom Männchen angelegte Bodenvertiefung. Das Gelege besteht aus 7 bis 10 elliptischen, grau-braunen Eiern mit etwas Purpurfarbe. Das Männchen brütet über 19–20 Tage und versorgt die Küken.

## Etymologie und Forschungsgeschichte
Die Erstbeschreibung des Cordobatinamus erfolgte 1860 durch Hermann Burmeister unter dem wissenschaftlichen Namen Nothura cinerascens. Als Verbreitungsgebiet gab er die Provinz Tucumán an. 1873 führte Philip Lutley Sclater und Osbert Salvin die neue Gattung Nothoprocta ein. Dieser Name ist ein Wortgebilde aus νοθος nothos, deutsch ‚falsch, unecht‘ und πρωκτος prōktos, deutsch ‚Schwanz, Hintern‘. Der Artname hat seinen Ursprung in lateinisch cinerescens, cinerescentis, cinerescere, cinis, cineris ‚aschfarben, in Asche verwandeln, Asche‘. Parvimaculata setzt sich aus lateinisch parvus ‚klein‘ und lateinisch maculatus, maculare, macula ‚gepunktet, punkten, Punkt, Markierung‘ zusammen. Alfred Laubmann hatte für sein Werk Die Vögel von Paraguay keinen Balg zur Verfügung. Er verweist nur auf ein Exemplar, dass Alberto Schulze nahe der bolivianischen Grenze gesammelt hatte.

## Gefährdungssituation
Der Bestand gilt als „nicht gefährdet“ (least Concern).